# رميلة (شلاهي)
رميلة (بالفارسية: رمیله) هي قرية تقع في إيران في قسم شلاهي الريفي. يقدر عدد سكانها بـ 2,043 نسمة .